# Maciej Grubski
Maciej Tomasz Grubski (ur. 20 sierpnia 1968 w Łodzi, zm. 17 grudnia 2020 tamże) – polski polityk i samorządowiec, w latach 2006–2007 przewodniczący Rady Miejskiej w Łodzi, senator VII, VIII i IX kadencji (2007–2019).

## Życiorys
Syn Mirosława i Renaty. W 1989 ukończył Medyczne Studium Zawodowe w Łodzi, odbył także studia licencjackie z zakresu administracji publicznej w Wyższej Szkole Kupieckiej w Łodzi. Wyczynowo uprawiał zapasy, znajdował się w kadrze Polski. Pełnił funkcję dyrektora Domów Pomocy Społecznej w Konstantynowie Łódzkim, następnie pracował w III Domu Pomocy Społecznej w Łodzi.
W 1993 przystąpił do Unii Demokratycznej, a w 1994 znalazł się w szeregach Unii Wolności. W latach 1994–1998 zasiadał w Rady Miejskiej w Łodzi, był członkiem klubu radnych Nowa Łódź, będącym reprezentacją Unii Wolności. W 1999 wstąpił do Akcji Wyborczej Solidarność. Ponownie był radnym miejskim od 2006 do 2007 z ramienia Platformy Obywatelskiej. Zajmował w tym okresie stanowisko przewodniczącego Rady Miejskiej, w łódzkim samorządzie koordynował sprawy związane ze sportem.
Kierował zarządem PO w Łodzi. W wyborach parlamentarnych w 2007 w okręgu łódzkim został wybrany na senatora VII kadencji Senatu RP z wynikiem 146 688 głosów. Był wiceprzewodniczącym Komisji Obrony Narodowej oraz wiceprzewodniczącym Polsko-Izraelskiej Grupy Parlamentarnej. W wyborach parlamentarnych w 2011 został ponownie wybrany do Senatu (VIII kadencji) jako kandydat Komitetu Wyborczego PO. W 2015 z powodzeniem ubiegał się o reelekcję, otrzymując 72 276 głosów.
W grudniu 2017 z Prokuratury Krajowej wystosowano wniosek o uchylenie immunitetu politykowi w związku z zamiarem przedstawienia mu czterech zarzutów, m.in. dotyczących przekroczenia uprawnień oraz podania nieprawdy w jego oświadczeniach majątkowych. Senator zrzekł się sam immunitetu, nie przyznał się do zarzuconych mu czynów. We wrześniu 2018 został zawieszony w prawach członka PO po udzieleniu wywiadu dla rosyjskiego portalu prowadzonego przez agencję informacyjną Sputnik, w którym pozytywnie wypowiadał się na temat Władimira Putina; w reakcji polityk zapowiedział wystąpienie z Platformy Obywatelskiej. Rezygnację z członkostwa w partii i klubie senatorskim PO złożył 10 września 2018, stając się senatorem niezrzeszonym. Nie wystartował w kolejnych wyborach w 2019.
Zmarł 17 grudnia 2020 na skutek COVID-19 w okresie światowej pandemii tej choroby. Pochowany w Konstantynowie Łódzkim.

## Odznaczenia
Na mocy decyzji ministra obrony narodowej nr 154 z dnia 15 lutego 2010, w uznaniu zasług, położonych w dziedzinie rozwoju i umacniania obronności Rzeczypospolitej Polskiej, został odznaczony Srebrnym Medalem „Za Zasługi dla Obronności Kraju”. Otrzymał także Medal Za zasługi dla Stowarzyszenia Kombatantów Misji Pokojowych ONZ.